# Ла Ханта Гарденс (Колорадо)
Ла Ханта Гарденс (енгл. La Junta Gardens) насељено је место без административног статуса у америчкој савезној држави Колорадо.

## Демографија
По попису из 2010. године број становника је 153.
| Група             | 2000.    | 2010.      |
| Белци             | 0 (0,0%) | 96 (62,7%) |
| Афроамериканци    | 0 (0,0%) | 0 (0,0%)   |
| Азијати           | 0 (0,0%) | 0 (0,0%)   |
| Хиспаноамериканци | 0 (0,0%) | 54 (35,3%) |
| Укупно            | 0        | 153        |